# Teratoclytus plavilstshikovi
Teratoclytus plavilstshikovi là một loài bọ cánh cứng trong họ Cerambycidae.